# 阿部利雄
阿部 利雄（あべ としお、1891年11月16日 - 1990年）は、日本の経営学者・地方公務員。専門は人事労務管理論。学校法人北海道産業学園初代理事長。北海道の山鼻屯田（現札幌市中央区）生まれ。

## 来歴
- 1909年　北海中学校（現在の北海高等学校）卒業
- 1917年　第二高等学校 (旧制)卒業
- 1920年　東京帝国大学経済学部卒業。
- 1920年　住友合資会社に入社。
- 1924年　ドイツ・ベルリン高等商業学校留学（ベルリンホッホシューレ修了）
- 1929年　住友合資会社を退社
- 1929年　倉敷労働科学研究所研究員
- 1939年　大阪府地方技師就任
- 1948年　北海中学校事務長。学校法人北海学園評議員
- 1949年　北海学院創設。事務局長、教授（労務管理論及び労働法）
- 1950年　北海短期大学経済科教授（人的資源管理）[3]
- 1959年　北海道学芸大学教授（労務管理論）
- 1963年　北海道学芸大学停年退官。引き続き同教育学部教授として嘱託採用
- 1964年　学校法人北海道産業学園創立。初代理事長
- 1965年　北海道産業専門学校創立。初代学校長
- 1966年　北海道産業短期大学創設 初代学長に就任
- 1973年　北海道産業専門学校学校長退任。
- 1974年　学園紛争[4]が起き、責任をとって理事長・学長を辞任。北海道産業短期大学名誉学園長[5]
- 1978年　成徳ビジネス専門学校招聘講師（~1980年）

## 主要著書
- 『若き露西亜』（三省堂、1928年）
- 『女子労務の職業学的研究』（銀行信託社、1943年）
- 『職業指導と職塲配置の手引』（銀行信託社、1943年）
- 『屯田兵の子 : 明治は生きている』（北海教育評論社、1968年）
- 岡山市職業紹介所に於ける少年職業相談の結果に就て、昭和九年五月、月刊「職業紹介」第七号
- 岡山市職業紹介所に於ける少年職業相談の結果に就て、昭和九年六月、月刊「職業紹介」第八号
- 徒弟制度を論じて就労青少年の補導に及ぶ、月刊「職業紹介」第三巻第十二号、昭和十年十二月
- 遊芸巡業者の資質に関る調査報告（一）、月刊「職業紹介」、第四巻第九号、昭和十一年九月
- 遊芸巡業者の資質に関る調査報告（二）、月刊「職業紹介」、第四巻第十号、昭和十一年十月
- 小学校卒業児童の就職状況調査報告　其の一　岡山県、月刊「職業紹介」、第四巻第十二号、昭和十一年十二月
- 小学校卒業児童の就職状況調査報告　其の二　香川県、月刊「職業紹介」、第五巻第二号、昭和十二年二月
- 小学校卒業児童の就職状況調査報告 其の三・島根県、月刊「職業紹介」、第五巻第六号、昭和十二年六月
- 就職希望実現率の算定方に就て、月刊「職業紹介」、第五巻第七号、昭和十二年七月
- （前編）熟練工の意義並に之が養成に関する諸問題、月刊「職業紹介」、第五巻第十号、昭和十二年十月
- （後編）熟練工の社会保有量に就て、月刊「職業紹介」、第五巻第十号、昭和十二年十月
- 商工徒弟実務試験実施に関する提唱、月刊「職業紹介」、第六巻第三号、昭和十三年三月
- 女子労務の職業学的研究〈阿部利雄、昭和18〉/学術図書出版 大空社 【近代女性文献資料叢書シリーズ】
- 職業より觀たる死亡原因の統計的研究/ 阿部利雄著. - 倉敷:1936
- 女子労務の職業学的研究, 阿部利雄
- 『鐘紡製糸 ... 紡績労働の理論と実際』,阿部 利雄;
- 中小企業の若年者就業状態と労働組合等の取り組み（上）,『大原社会問題研究所雑誌』543号、2004年2月号
- 転換期に立つ職業指導、阿部利雄、東北.北海道地区職業研究協議会、昭和33年度